# 扬子江药业
扬子江药业集团是一家總部位於中华人民共和国江苏省泰州市的跨国制药企业，研究总部位于上海市。
扬子江药业成立于1971年，最初是一家为药店和医院提供维生素补充剂和止痛药的地方企业。1999年推出蓝芩口服液。21世紀後開始迅速擴張，並在亚洲各地设有22家子公司，還在欧洲、加拿大和美国擁有投资项目。2014年，該公司為中国第二大制药企业。
2015年至2019年，扬子江药业壟斷價格，規定药品批发商和药店的售藥價格，懲罰低價銷售藥品的批發商，涉嫌縱向壟斷。2021年4月15日，國家市場監督管理總局對扬子江药业集团作出行政处罚，要求其繳納2018年销售额254.67亿元的3%，共计7.64亿元的罰款。